# Diruaben
Diruaben (Diruabe) ist eine osttimoresische Aldeia im Suco Ritabou (Verwaltungsamt Maliana, Gemeinde Bobonaro). 2015 lebten in der Aldeia 498 Menschen.

## Geographie
Diruaben liegt im Nordwesten des Sucos Ritabou. Südwestlich liegt die Aldeia Samelaun, südöstlich die Aldeia Timatan und nördlich die Aldeia Moleana. Im Westen grenzt Samelaun an den Suco Manapa. Die Grenze bildet fast vollständig der Bulobo, ein Nebenfluss des Flusses Nunura. Im äußersten Norden hat Manapa aber eine Exklave am Westufer des Bulobos. Überquert man den Fluss diagonal zwischen Exklave und Manapas Hauptgebiet, gelangt man zum Suco Meligo. Die Überlandstraße von der Gemeindehauptstadt Maliana nach Hatolia Vila bildet im Nordwesten einen Teil der Grenze zu Samelaun. An der Grenze zu Moleana biegt die Straße Richtung Osten ab, während die Straße geradeaus in den Ort Moleana führt. Bevor die Straße im Nordosten Manapas Exklave erreicht, durchquert sie das Dorf Beabubu. Eine Parallelstraße, die bereits südlich der Aldeia Diruaben abzweigt, erreicht im Süden das Dorf Diruaben. Im Norden der Aldeia liegt die Mülldeponie von Maliana.

## Politik
2023 wurde Ferderico Soares zum Chefe de Aldeia gewählt.